# Adrien Bertelson
Adrien Théodore Marie Thérèse Bertelson (Ronse, 8 november 1901 - Brussel, 25 juli 1968) was een Belgisch volksvertegenwoordiger.

## Levensloop
Bertelson volgde middelbare studies aan het Atheneum van Sint-Gillis en werd licentiaat in de handels- en consulaire wetenschappen aan het Hoger Handelsgesticht in Antwerpen. Beroepshalve werd hij adviseur in handelstechnieken bij verschillende commerciële bedrijven en reclamebureaus. 
Vanaf 1924 was Adrien Bertelson lid van de Socialistische Jonge Wacht (SJW), waar hij snel opklom tot de leidinggevende instanties. In 1926 werd hij hoofdredacteur van L'Avant-Garde, het orgaan van de Brabantse afdeling van de Socialistische Jonge Wacht, in 1928 werd hij medewerker van het blad Jeunesse Socialiste en in 1931 werd hij regionaal secretaris van de Brusselse afdeling van de SJW. Vanaf 1926 zetelde hij eveneens in het nationaal comité van de SJW en in 1928 werd hij nationaal secretaris van de jongerenafdeling van de socialisten, hetgeen hij bleef tot in 1937. Op het einde van zijn mandaat was Bertelson nationaal voorzitter van de SJW. Binnen het SJW bleef hij trouw aan de partijkoers van de Belgische Werkliedenpartij en stond hij vijandig tegenover de toenadering tot communistische jeugdverenigingen. Vanaf 1937 was Bertelson de secretaris van de socialistische minister van Buitenlandse Zaken Paul-Henri Spaak.
In 1932 werd hij verkozen tot gemeenteraadslid van Vorst, hetgeen hij zou blijven tot aan zijn dood in 1968. Van 1939 tot 1958 was hij er schepen van Financiën. Als schepen toonde Bertelson belangstelling voor de ontwikkeling van sportfaciliteiten en kwam onder zijn impuls het gemeentelijk atletiek- en voetbalstadion tot stand, die naar hem werden vernoemd.
Bij de Duitse inval in België in 1940 werd Bertelson gemobiliseerd als reserveluitenant in de administratieve dienst van het leger. Na de capitulatie van België en de Duitse bezetting van het land werd Bertelson liaisonofficier in het Britse leger en nam in die hoedanigheid deel aan militaire campagnes in Frankrijk, België en Nederland. Aan het einde van de Tweede Wereldoorlog was Bertelson in 1945 verbonden aan de 100e, de 6e en de 69e divisie van het Amerikaanse leger in Duitsland en was hij getuige van de ontmoeting van Amerikaanse troepen met soldaten van het Rode Leger aan de Elbe. Hij verliet het front met de graad van majoor en was na de oorlog actief in de Nationale Federatie van Oud-strijders, waarvan hij kort voor zijn dood ondervoorzitter werd. 
In 1954 werd Bertelson verkozen tot lid van de Kamer van volksvertegenwoordigers voor het arrondissement Brussel en zetelde tot in 1958. Als volksvertegenwoordiger hield hij zich met bezig met problemen in het onderwijs.

## Publicatie
- La protection de l'adolescence ouvrière, Deel 3 van uitgaven door de Fédération nationale des jeunes gardes socialistes.